# Mallorn
El mallorn, plural mellyrn («árbol dorado» en sindarin), era un tipo de árbol de la Tierra Media. En Quenya, su nombre es malinornë, plural malinorni.
Originarios de las Tierras Imperecederas y traídos, se dice, a la Tierra Media por Galadriel, son árboles hermosos, frondosos y altos que crecían en Lothlórien. Su corteza podía ser blanca o bien plateada. En otoño sus hojas se vuelven doradas, aunque no caen hasta que las nuevas están preparadas para salir, en primavera.
Galadriel le regaló una cajita a Samsagaz Gamyi a su paso por Lórien, la cual contenía un polvo y una semilla plateada. Sam usó el polvo para repoblar la Comarca de árboles tras la desolación causada por los hombres de Zarquino, pero la semilla la plantó donde estuvo el Árbol de la Fiesta, y allí creció un bellísimo mallorn, "el único mallorn al oeste de las Montañas y al este del Mar". 
- Datos: Q2294716